# Patrick Mariën
Patrick Mariën (8 augustus 1959) is een Belgisch politicus voor de VLD / Open Vld.

## Levensloop
Hij werd politiek actief bij de lokale verkiezingen van 1994 en werd onmiddellijk verkozen als gemeenteraadslid op de VLD-kieslijst. Na de gemeenteraadsverkiezingen van 2000 werd hij aangesteld als schepen in het college van burgemeester Xavier Van Rooy (VLD), een mandaat dat hij uitoefende tot 2012. Na het overlijden van burgemeester Van Rooy (VLD) op 9 januari 2005 werd hij als eerste schepen aangesteld als waarnemend burgemeester. In maart 2005 werd hij opgevolgd door partijgenote Nicole Muyshondt als burgemeester.
Bij de lokale verkiezingen van 2006 stond hij op de tweede plaats op de VLD-kieslijst en behaalde 274 voorkeurstemmen. Bij de gemeenteraadsverkiezingen van 2012 was hij lijsttrekker, hij behaalde 198 voorkeurstemmen.
In de periode 2004 tot 2012 cumuleerde hij gemiddeld 3 à 4 mandaten, waarvan gemiddeld 2/3de bezoldigd was. Van 2008 tot 2009 was er een uitschieter met respectievelijk 5 en 4 mandaten.